# 查爾斯·舒茲
查爾斯·蒙羅·舒爾茲（英語：Charles Monroe Schulz，又譯查爾斯·蒙羅·舒爾茨或查理士·蒙羅·舒吾茨，1922年11月26日—2000年2月12日），小名「史帕基」（Sparky），生於美國明尼蘇達州明尼亞波利斯，漫畫家。1950年開始創作《花生漫畫》（Peanuts）系列，建構出以小狗史諾比（英語：Snoopy，香港官方譯名：史諾比）和小男孩查理·布朗為主要角色的世界。曾两度获得漫画艺术最高殊荣“鲁本奖”（Reuben Award）， 1978年被选为“年度国际漫画家”，1990年得到法国文艺勋章，并多次登上（Forbes）杂志年收入最高艺人排行榜，成为历史上最富有的漫画家。

## 生平
1999年查尔斯·舒尔茨中风后，视力和记忆力衰退，影响了漫画的创作，同年12月14日他宣布退休。2000年2月12日因结肠癌病逝于加州，享年77岁。

## 作品集
- PEANUTS 漫畫全集：1953-1954（ISBN 957-32-5538-3）
- PEANUTS 漫畫全集：1957-1958（ISBN 957-32-5830-7）